# مهدی‌لی (جبرئیل)
مهدی‌لی (ترکی آذربایجانی: Mehdili) یک منطقهٔ مسکونی در جمهوری آذربایجان است که در شهرستان جبرئیل واقع شده‌است.

## تاریخچه
این منطقه در جریان درگیری ناگورنو قره‌باغ (۲۰۲۰) از سوی نیروهای مسلح جمهوری آذربایجان بازپس‌گرفته شد.
اما این خبر از سوی جمهوری آرتساخ تکذیب شده است. شوشان استپانیان، سخنگوی وزارت دفاع ارمنستان در صفحه فیس بوک خود نوشته‌است که مقامات ترک و آذری در توییتی می‌نویسند که ارتش آذربایجان منطقه جبرییل را به دست خود گرفته‌اند. وی در این گزارش اعلام نمود که این اطلاعات دور از واقعیت است و بزودی فیلمی از فرار نیروهای آذری از ماتاقیس منتشر خواهد کرد. خبرهای منتشرشده توسط دولت آذربایجان مبنی بر باز پس‌گیری این مناطق از سوی واهرام بوقوسیان، سخنگوی رئیس جمهور آرتساخ و آرتسرون هوهانیسیان تکذیب شده‌است.